# Liste des aéroports canadiens par indicateur d'emplacement : CF
Cette liste d'aéroports reprend l'ordre alphabétique suivi par le « TC LID ». Le « TC LID » est le « lieu d'identification » donné par Transports Canada, représentant le nom et le lieu d'un aéroport. C'est une aide de direction pour aider la circulation aérienne, les télécommunications et les programmes d'ordinateur.
Le format des entrées sont:
- Lieu d'identification (TC LID) - IATA - Nom de l'aéroport (nom alternatif) - Communauté de l'aéroport - Province

Les aéroports du Réseau national des aéroports sont en caractères gras.

## CA -Canada- CAN[1],[2]
| TC LID | IATA | Nom de l'aéroport                                   | Communauté                          | Province                  |
| ------ | ---- | --------------------------------------------------- | ----------------------------------- | ------------------------- |
| CFA4   |      | Aéroport Carcross                                   | Carcross                            | Yukon                     |
| CFA5   |      | Aéroport Grande                                     | Grande                              | Alberta                   |
| CFA7   |      | Aéroport Taltheilei Narrows                         | Plummers Great Slave Lodge          | Territoires du Nord-Ouest |
| CFA8   |      | Héliport Three Hills (Hospital)                     | Three Hills                         | Alberta                   |
| CFB2   |      | Héliport Frank Channel (Forestry)                   | Frank Channel                       | Territoires du Nord-Ouest |
| CFB3   |      | Aéroport Hespero                                    | Hespero                             | Alberta                   |
| CFB4   |      | Aéroport Trout Lake (Alberta)                       | Trout Lake                          | Alberta                   |
| CFB5   |      | Aéroport Namur Lake                                 | Namur Lake                          | Alberta                   |
| CFB6   |      | Aéroport Edmonton/Josephburg                        | Josephburg                          | Alberta                   |
| CFB7   |      | Aéroport Steen River                                | Steen River                         | Alberta                   |
| CFC4   |      | Aéroport Macmillan Pass                             | Macmillan Pass                      | Yukon                     |
| CFC6   |      | Aéroport Rockyford                                  | Rockyford                           | Alberta                   |
| CFC7   |      | Aéroport Rimbey                                     | Rimbey                              | Alberta                   |
| CFC9   |      | Hydroaérodrome Faro/Johnson Lake                    | Faro                                | Yukon                     |
| CFD4   |      | Aéroport Foremost                                   | Foremost                            | Alberta                   |
| CFD5   |      | Aéroport Grimshaw                                   | Grimshaw                            | Alberta                   |
| CFD8   |      | Héliport Fort Simpson/Canadian Helicopters          | Fort Simpson                        | Territoires du Nord-Ouest |
| CFE6   |      | Aéroport St. Francis                                | St. Francis                         | Alberta                   |
| CFE8   |      | Hydroaérodrome Haines Junction/Pine Lake            | Haines Junction                     | Yukon                     |
| CFF2   |      | Aéroport Christina Basin                            | Christina Basin                     | Alberta                   |
| CFF3   |      | Aéroport Jean Lake                                  | Jean Lake                           | Alberta                   |
| CFF4   | DAS  | Aéroport Great Bear Lake                            | Plummers Great Bear Lake Lodge      | Territoires du Nord-Ouest |
| CFF7   |      | Aéroport Wainwright/Camp Wainwright Field (Heli)    | Wainwright                          | Alberta                   |
| CFF8   |      | Hydroaérodrome Flin Flon/Bakers Narrows             | Bakers Narrows                      | Manitoba                  |
| CFF9   |      | Aéroport Marek Farms                                | Marek Farms                         | Alberta                   |
| CFG3   |      | Aéroport Consort                                    | Consort                             | Alberta                   |
| CFG4   |      | Aéroport Debolt                                     | Debolt                              | Alberta                   |
| CFG5   |      | Aéroport John D'or Prairie                          | John D'or Prairie                   | Alberta                   |
| CFG6   |      | Aérodrome Fort MacKay/Firebag                       | Fort MacKay                         | Alberta                   |
| CFG7   |      | Aéroport Steen Tower                                | Steen Tower                         | Alberta                   |
| CFG8   |      | Hydroaérodrome Fenelon Falls/Sturgeon Lake          | Sturgeon Lake                       | Ontario                   |
| CFH4   | YFX  | Aéroport Fox Harbour                                | Fox Harbour                         | Nouvelle-Écosse           |
| CFH7   |      | Héliport Edmonton (Royal Alexandra Hospital)        | Edmonton                            | Alberta                   |
| CFH8   |      | Aéroport Warburg/Zajes                              | Warburg                             | Alberta                   |
| CFJ2   |      | Hydroaérodrome Carignan/Rivère l'Acadie             | Carignan                            | Québec                    |
| CFJ2   |      | Aéroport Wekweètì                                   | Wekweeti                            | Territoires du Nord-Ouest |
| CFK2   |      | Aéroport Bashaw                                     | Bashaw                              | Alberta                   |
| CFK3   |      | Aéroport Fontas                                     | Fontas                              | Alberta                   |
| CFK4   |      | Aéroport Calling Lake                               | Calling Lake                        | Alberta                   |
| CFK6   |      | Aéroport Olds (Netook)                              | Olds                                | Alberta                   |
| CFL2   |      | Aérodrome Empress/McNeill Duke Energy               | Empress                             | Alberta                   |
| CFL3   |      | Héliport Black Diamond (Oilfields General Hospital) | Black Diamond                       | Alberta                   |
| CFL9   |      | Aéroport Johnson Lake                               | Johnson Lake                        | Alberta                   |
| CFM2   |      | Aéroport Birch Mountain                             | Birch Mountain                      | Alberta                   |
| CFM4   |      | Aéroport Donnelly                                   | Donnelly                            | Alberta                   |
| CFM5   |      | Aéroport Apache/Hamburg                             | Hamburg (oil field)                 | Alberta                   |
| CFM6   |      | Aéroport Teepee                                     | Teepee                              | Alberta                   |
| CFM7   |      | Aéroport Boyle                                      | Boyle                               | Alberta                   |
| CFM8   |      | Aéroport Fort Macleod (Alcock Farm)                 | Fort Macleod                        | Alberta                   |
| CFM9   |      | Héliport Fort Macleod (Hospital)                    | Fort Macleod                        | Alberta                   |
| CFN4   |      | Aéroport Embarras                                   | Embarras                            | Alberta                   |
| CFN5   |      | Aéroport La Crete                                   | La Crête                            | Alberta                   |
| CFN6   |      | Aéroport Primrose                                   | Primrose                            | Alberta                   |
| CFN7   |      | Aéroport Sundre                                     | Sundre                              | Alberta                   |
| CFN8   |      | Héliport Fort Nelson (Guardian)                     | Fort Nelson                         | Colombie-Britannique      |
| CFP3   |      | Héliport Calgary (Foothills Hospital)               | Calgary                             | Alberta                   |
| CFP4   |      | Aéroport McQuesten                                  | McQuesten                           | Yukon                     |
| CFP5   |      | Aéroport Glendon                                    | Glendon                             | Alberta                   |
| CFP6   |      | Aéroport La Biche River                             | La Biche River                      | Yukon                     |
| CFP7   |      | Aéroport Wainwright/Wainwright (Field 21)           | Wainwright                          | Alberta                   |
| CFP8   |      | Aéroport Whitehorse/Cousins                         | Whitehorse                          | Yukon                     |
| CFQ2   |      | Héliport Calgary (Westport)                         | Calgary                             | Alberta                   |
| CFQ4   |      | Aéroport Cheadle                                    | Cheadle                             | Alberta                   |
| CFQ5   |      | Aéroport Silver City                                | Silver City                         | Yukon                     |
| CFQ6   |      | Aéroport Pelly Crossing                             | Pelly Crossing                      | Yukon                     |
| CFQ7   |      | Aéroport Edmonton/Gartner                           | Edmonton                            | Alberta                   |
| CFR2   |      | Aéroport Bawlf (Blackwells)                         | Bawlf                               | Alberta                   |
| CFR3   |      | Hydroaérodrome Fall River                           | Fall River                          | Nouvelle-Écosse           |
| CFR6   |      | Héliport Vancouver/Coquitlam Fire and Rescue        | Vancouver                           | Colombie-Britannique      |
| CFR7   |      | Aéroport Red Deer Forestry                          | Sundre                              | Alberta                   |
| CFS2   |      | Héliport Fort Simpson/(Great Slave)                 | Fort Simpson                        | Territoires du Nord-Ouest |
| CFS3   |      | Aérodrome Fort Selkirk                              | Fort Selkirk                        | Yukon                     |
| CFS4   |      | Aérodrome Ogilvie                                   | Ogilvie River                       | Yukon                     |
| CFS5   |      | Aéroport Spirit River                               | Spirit River                        | Alberta                   |
| CFS6   |      | Aéroport Loon River                                 | Loon River                          | Alberta                   |
| CFS7   |      | Aéroport Twin Creeks                                | Twin Creeks                         | Yukon                     |
| CFS8   |      | Aéroport Clearwater River                           | Clearwater River                    | Alberta                   |
| CFS9   |      | Héliport Vancouver (Vancouver Film Studios)         | Vancouver                           | Colombie-Britannique      |
| CFT2   |      | Aéroport Blackie/Wilderman Farm                     | Blackie                             | Alberta                   |
| CFT3   |      | Aéroport Finlayson Lake                             | Eagle Plains                        | Yukon                     |
| CFT5   |      | Aéroport Hyland                                     | Hyland                              | Yukon                     |
| CFT8   |      | Aéroport Pelican                                    | Wabasca Oil Field                   | Alberta                   |
| CFT9   |      | Aéroport Zama Lake                                  | Zama Lake                           | Alberta                   |
| CFU3   |      | Aéroport Chipman (Alberta)                          | Chipman                             | Alberta                   |
| CFU4   |      | Aéroport Garden River                               | Garden River                        | Alberta                   |
| CFU8   |      | Aéroport Irma                                       | Irma                                | Alberta                   |
| CFU9   |      | Héliport Olds (Hospital)                            | Olds                                | Alberta                   |
| CFV2   |      | Aéroport Beiseker                                   | Beiseker                            | Alberta                   |
| CFV3   |      | Aéroport Mobil Bistcho                              | Mobil Bistcho                       | Alberta                   |
| CFV5   |      | Hydroaérodrome Virginia Falls                       | Réserve de parc national de Nahanni | Territoires du Nord-Ouest |
| CFV6   |      | Aéroport Margaret Lake                              | Margaret Lake                       | Alberta                   |
| CFV7   |      | Héliport Claresholm (General Hospital)              | Claresholm                          | Alberta                   |
| CFV8   |      | Héliport Brooks (Community Health Centre)           | Brooks                              | Alberta                   |
| CFV9   |      | Héliport Drayton Valley (Health Centre)             | Drayton Valley                      | Alberta                   |
| CFW2   |      | Aéroport Gordon Lake                                | Gordon Lake                         | Alberta                   |
| CFW4   |      | Aéroport Muskeg Tower                               | Muskeg Tower                        | Alberta                   |
| CFW5   |      | Aéroport Taltson River                              | Taltson River                       | Territoires du Nord-Ouest |
| CFW8   |      | Héliport Grand Falls-Windsor                        | Grand Falls-Windsor                 | Terre-Neuve-et-Labrador   |
| CFX2   |      | Village aéronautique Calgary/Okotoks                | Okotoks                             | Alberta                   |
| CFX3   |      | Aéroport Doig                                       | Doig                                | Alberta                   |
| CFX4   |      | Aéroport Manning                                    | Manning                             | Alberta                   |
| CFX6   |      | Aéroport Vulcan                                     | Vulcan                              | Alberta                   |
| CFX8   |      | Aéroport Chestermere (Kirkby Field)                 | Chestermere                         | Alberta                   |
| CFY2   |      | Aéroport Grist Lake                                 | Grist Lake                          | Alberta                   |
| CFY4   |      | Aéroport Indus/Winters Aire Park                    | Indus                               | Alberta                   |
| CFY5   |      | Aérodrome Daughney                                  | Pine Lake                           | Yukon                     |
| CFY8   |      | Aéroport Colomac                                    | Colomac Mine                        | Territoires du Nord-Ouest |
| CFZ3   |      | Aéroport Medicine Hat/Schlenker                     | Medicine Hat                        | Alberta                   |
| CFZ5   |      | Aéroport Sundre/Goodwins Farm                       | Sundre                              | Alberta                   |